# Cracked Actor (nummer)
Cracked Actor is een nummer van de Britse muzikant David Bowie, uitgebracht als de vijfde track op zijn album Aladdin Sane uit 1973.

## Achtergrond
Het nummer is een van de hardere rockers op het album. Het gaat over een ouder wordende Hollywood-ster die een prostituee ontmoet; het refrein bevat verschillende toespelingen op seks en drugs.
Het nummer werd uitgebracht als de eerste Bowie-single in Rusland, met "John, I'm Only Dancing" op de B-kant. Daarnaast gaf het nummer de naam aan de gelijknamige documentaire van de BBC.
Tijdens het Amerikaanse deel van de Diamond Dogs Tour was "Cracked Actor" een belangrijk nummer tijdens de concerten. Bowie zong het nummer met een zonnebril op en hield een schedel vast, die hij vervolgens ging tongzoenen. In 1983 deed hij dit opnieuw tijdens de Serious Moonlight Tour.
Liveversies van het nummer verschenen op de albums David Live uit 1974, Ziggy Stardust - The Motion Picture uit 1983, Serious Moonlight uit 1984 en Bowie at the Beeb uit 2000.

## Muzikanten
- David Bowie: zang, mondharmonica
- Mick Ronson: elektrische gitaar
- Trevor Bolder: basgitaar
- Mick "Woody" Woodmansey: drums